# Axiologie
Axiologie (z řeckého axios, rovnocenný, zasloužený) nebo také filozofie hodnot je moderní filozofická disciplína, součást praktické filozofie, která se zabývá hodnocením a hodnotami.

## Poznávání a hodnocení
Člověk nemůže žít jen jako nezúčastněný pozorovatel, nýbrž musí si vybírat a volit, a tedy i hodnotit. Neptá se jen, co je pravdivé a co nepravdivé, nýbrž především co je dobré a co špatné, lepší a horší. Platí to nejen o člověku, ale o každé bytosti do té míry, nakolik může svůj osud ovlivňovat (musí hledat potravu nebo vodu, vyhýbat se nebezpečí a podobně). Smyslová výbava slouží živočichům i lidem především k praktickým účelům, k tomu, aby si hájili svůj život – to znamená volili a hodnotili. Pouze člověk se může hodnocení zdržet a snažit se věci poznávat bez tohoto praktického životního zaujetí čili teoreticky, jak to dělá například věda.
Otázky „dobrého života“ patří k filozofii od samého počátku, starší filozofie je však řešila většinou jako hledání dobra, toho nejlepšího nebo ctností a vlastními postupy hodnocení se příliš nezabývala. Zájem o hodnocení jako porovnávání a oceňování rozvinuli především teoretičtí ekonomové (Adam Smith, Jean-Baptiste Say), kteří studovali, jak si člověk vybírá, čemu a kdy dává přednost, co za co je ochoten vyměnit, jakou čemu přisuzuje cenu atd.

## Hodnocení a hodnoty
Univerzálním prostředkem ekonomického oceňování jsou peníze. Jenže člověk vybírá, volí a hodnotí (tj. dává něčemu přednost před něčím jiným) daleko častěji tam, kde se volby nehodnotí penězi. Pojem hodnocení a hodnoty jako zásadně odlišný od poznávání a popisu se vyskytuje u Kanta a u Schopenhauera, klíčový význam však dostává u dvou velmi odlišných myslitelů, u F. Nietzscheho a Hermanna Lotze. Nietzsche byl přesvědčen, že hodnocení je základnější a pro člověka významnější než poznávání, zároveň však soudil, že zdrojem hodnocení je vůle, přesněji řečeno vůle k moci. Proto vyzýval k „přehodnocení všech hodnot“ a od tvořivého člověka očekával, že si především bude tvořit „své hodnoty“. Právě tvořiví jedinci podle něho vytvářejí a probojovávají specifické „desky hodnot“, které pak charakterizují a také odlišují lidské kultury.
Naproti tomu Lotze navázal na Herbarta a Kanta, podrobně se však zabýval právě procesem hodnocení a toto studium poprvé nazval axiologií. Na rozdíl od věcí, které mohou mít cenu, hodnoty podle Lotze neexistují tak jako věci, nicméně se prosazují v lidském hodnocení a přes dílčí kulturní a dobové rozdíly nejsou lidským výtvorem. Hodnoty hrají velkou roli v díle myslitelů jako byl Franz Brentano, Wilhelm Windelband, George Edward Moore, William James, Max Scheler, Nicolai Hartmann, John Dewey a dalších. Hodnocením jako porovnáváním v ekonomickém a zároveň i v širším lidském významu se zabýval Georg Simmel.

## Kritika pojmu hodnoty
Pojem hodnoty v tomto širším významu se stal předmětem kritiky ve fenomenologii. Na rozdíl od hodnocení, které lze bezpečně vykázat, hodnoty se ukazují spíše jako druhotné, jako „sedimenty hodnocení“ (Jan Patočka). Člověk má přímou zkušenost nesčetných aktů hodnocení, ale představou hodnoty se teprve dodatečně snaží odpovědět na otázku, proč dal něčemu přednost před něčím jiným. Proto se o hodnotách velmi často hovoří, kdybychom je však měli přesněji určit, museli bychom se obrátit k hodnocení a vymezovat je tedy kruhem: "Hodnoty jsou to, čím se řídíme při svém hodnocení". Pojem hodnoty přitom svádí k představě, jako kdyby to bylo něco jako věci, které stačí jen nalézat a následovat. Proto náročnější filozofické zkoumání vychází dnes spíše od aktů hodnocení, nikoli od předem daných hodnot.
Velkou obhajobou hodnot je poslední dílo Emanuela Rádla Útěcha z filosofie (1942). Podle Paula Ricoeura má axiologie hledat cestu mezi představou předem daných hodnot, která podceňuje tvůrčí povahu svobody, a opačnou představou, která činí z hodnot jen projekce vlastní vůle.

## Moderní pojetí
Pro moderní svět je axiologie naprosto klíčová a bere se jako základ etiky u člověka. Ondřej Prokeš a Jan Černý ve své práci předvedli její názornou důležitost pro moderního člověka.